# Marmo rosso antico

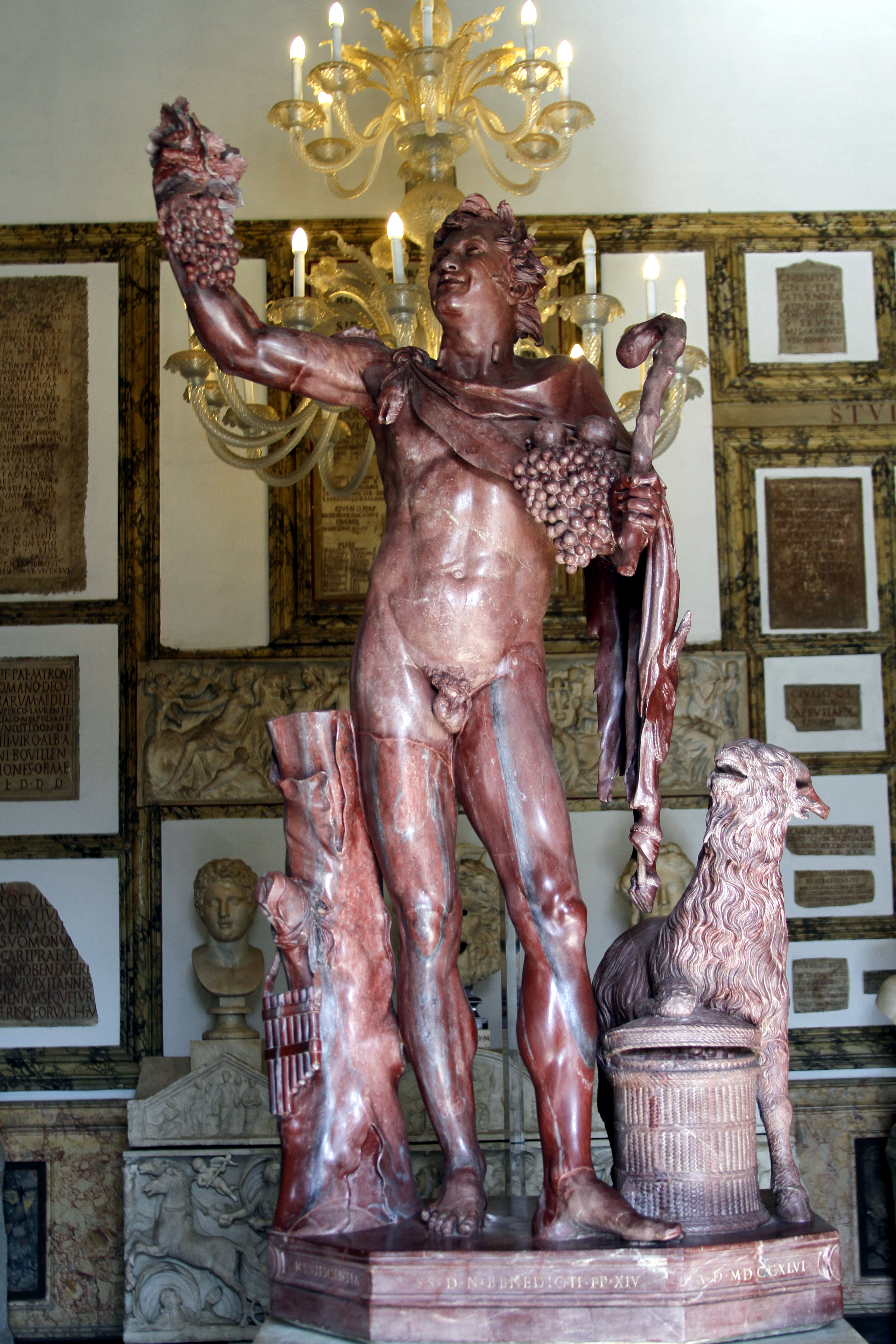
Fauno in marmo rosso antico da Villa Adriana (Tivoli), nei Musei Capitolini

Il rosso antico (in lingua latina marmor taenarium) era un marmo colorato utilizzato sporadicamente in epoca minoica e micenea (compare nella decorazione della porta del tesoro di Atreo a Micene) e diffuso in epoca romana, a partire dalla fine del II secolo a.C. (a Roma a partire dall'età cesariana) e fino in età bizantina.
Si presenta di colore rosso, con varie tonalità, dal rosato, al rosso sangue, al porporino, talvolta con sottili venature nere, o con macchie di grandezza variabile bianche o grigie. Varianti presentano fasce bianche perfettamente parallele, diritte o ondulate. Il colore è causato dal contenuto in ematite.
Le cave, prossime al mare, si trovano sul promontorio di capo Matapan (anticamente capo Tenaro) nel Peloponneso.
Fu ampiamente esportato in epoca romana (compare a Palmira e in Britannia).
Era utilizzato per elementi di rivestimento o architettonici di piccole dimensioni e per oggetti ornamentali. In epoca adrianea venne utilizzato per sculture, prevalentemente legate al mondo dionisiaco, probabilmente per il colore che ricorda il vino.